# Markušica
Markušica (serbiska: Маркушица) är en ort i Kroatien.   Den ligger i länet Srijem, i den östra delen av landet, 220 km öster om huvudstaden Zagreb. Markušica ligger 88 meter över havet och antalet invånare är 1 166.
Terrängen runt Markušica är mycket platt. Runt Markušica är det ganska glesbefolkat, med 29 invånare per kvadratkilometer. Närmaste större samhälle är Osijek, 19,7 km norr om Markušica. Trakten runt Markušica består till största delen av jordbruksmark.